# Années 1830 av. J.-C.
Les années 1830 av. J.-C. couvrent les années de 1839 av. J.-C. à 1830 av. J.-C.

## Évènements
- 1840-1835 av. J.-C.[1] : règne de Sîn-iqîsham, roi de Larsa[2].
- 1836-1828 av. J.-C.[1] : règnes de Zambia, Itêr-pisha et Ur-Dukuga rois d’Isin[2].
- 1835-1834 av. J.-C.[1] : règne de Silli-Adad, roi de Larsa.

- Vers 1835 av. J.-C.[1] : 

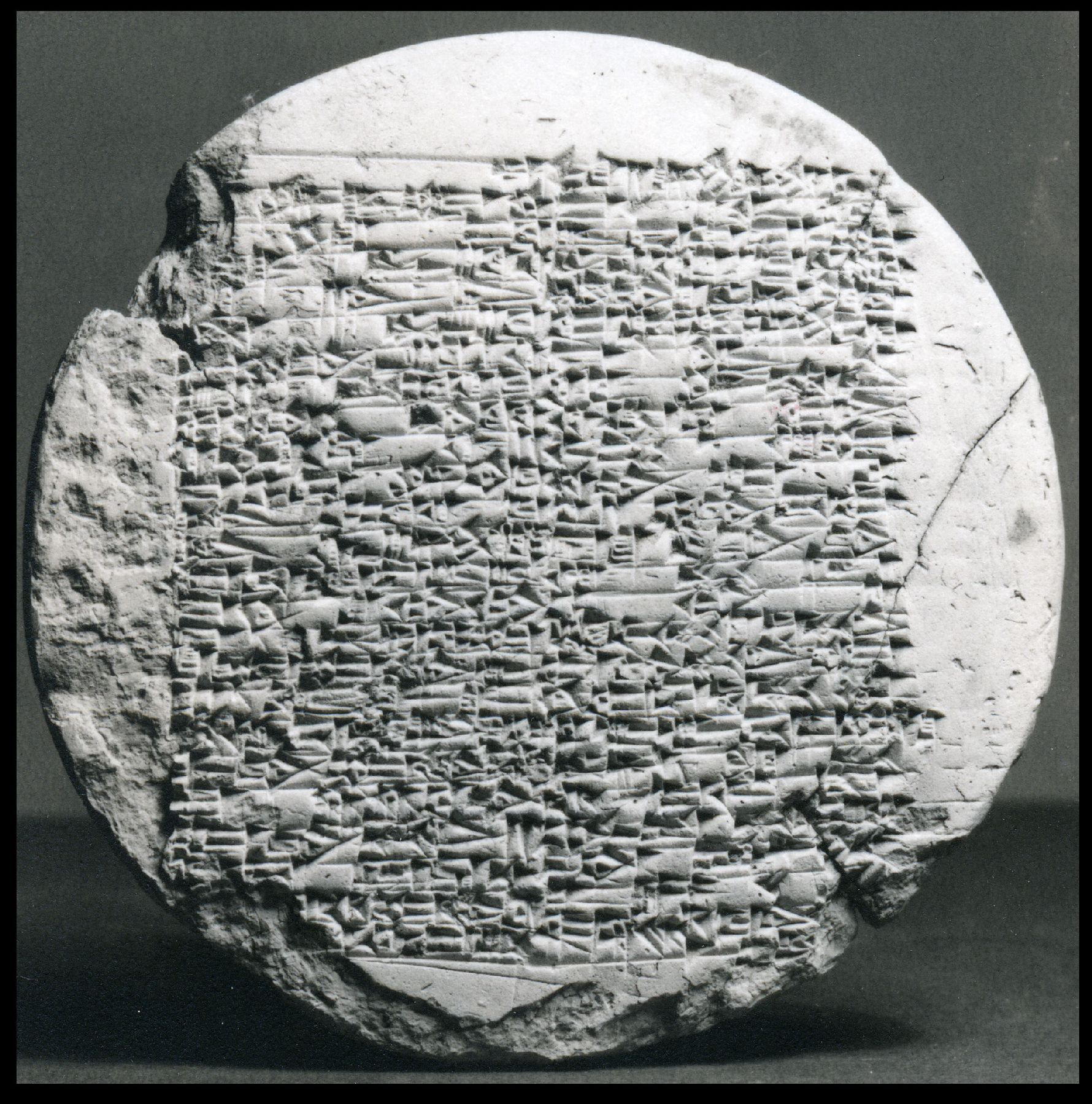
Cône d'argile mentionnant le nom de Warad-Sîn, roi de Larsa

  - alors que la guerre fait rage entre Isin et Larsa pour la possession de Nippur, Kudur-Mabuk, le chef de la tribu amorrite des Iamutbal (originaire du Sud-est de l’Irak, entre le Tigre et le Zagros), prétexte que le roitelet de Kazallu, ennemi des Iamutbal, s’était emparé de Larsa, pour traverser le Tigre, établir sa résidence à Mashkan-shapir et devenir le maître de Larsa. Il confie la ville à son fils Warad-Sîn, et gère le pays avec lui. Le royaume connaît alors une longue période de paix et de prospérité[3].
  - destruction violente du comptoir assyrien de Kanesh en Cappadoce[4] par un incendie d’origine inconnue, qui met fin à l’activité de la ville, ainsi que, semble-t-il, de tous les autres comptoirs assyriens. Une amorce de reprise n’est pas suivie d’effet, et vers 1780 av. J.-C., toutes les relations sont interrompues entre la Cappadoce et l’Assyrie. L’arrêt du commerce provoque un déclin rapide de la prospérité des régions qui en vivaient. L’usage de l’écriture disparaît en Anatolie après la ruine des comptoirs assyriens. À cette situation s’ajoutent certainement des troubles liés à des déplacements de populations ; les Hourrites sont souvent soupçonnés d’en être partiellement responsables, mais peut-être ont-ils tout simplement cherché à retrouver par la Syrie du Nord des sources d’approvisionnement d’étain dont ils avaient besoin ?
- 1834-1823 av. J.-C. : règne de Warad-Sîn, roi amorrite de Larsa[2].